# Nadreálné číslo
Nadreálné číslo je společným zúplněním pojmu reálného, ordinálního a hyperreálného čísla. Z čistě matematického hlediska je každé nadreálné číslo uspořádaná dvojice množin nadreálných čísel, která nadto splňuje jisté podmínky.

## Dějiny
Struktura byla objevena americkým matematikem Conwayem, anglický název surreal number pro ni v roce 1974 zavedl informatik Knuth ve své matematické novele Nadreálná čísla, která byla do češtiny přeložena v roce 1978 Helenou Nešetřilovou. Tato práce obsahuje původní Knuthovy objevy, zároveň je však psaná ve formě dialogu mezi dvěma mladými milenci. Autorovým záměrem bylo odhalit pro čtenáře krásu matematiky tak, jak se objevuje, ne tak, jak je předkládána ve škole.
V roce 1976 Conway ve své knize On Numbers and Games („O číslech a hrách“, zkracuje se jako ONAG), která byla pro změnu zvláštní tím, že ji napsal přes víkend, rozebral základní vlastnosti a odhalil souvislosti čísel s hrami.
Od té doby bylo na dané téma sepsáno mnoho desítek prací. Bylo rozeznáno, jak lze s nadreálnými čísly počítat na tradičních i netradičních výpočetních prostředních, či jak s nimi lze integrovat. Téma je vděčné pro amatérské fanoušky matematiky, protože je pěkné a není nepřístupné.

## Definice

### Čísla a relace
Hra (v kombinatorické teorii her) je uspořádaná dvojice množin her. Tato definice nám pomůže v definici nadreálných čísel, jelikož taková čísla jsou právě některé takto definované hry.
Nyní potřebujeme specifickou relaci na hrách: budiž {\displaystyle (x^{L},x^{P})} a {\displaystyle (y^{L},y^{P})} dvě hry. Potom řekneme, že {\displaystyle x\leq y}, pokud
{\displaystyle (\forall l\in x^{L})(l\ngeq y)\land (\forall p\in y^{P})(x\ngeq p)}
Tato relace na hrách tvoří částečné uspořádání: je transitivní, reflexivní a antisymetrická, ale existují dvojice her x, y, pro které neplatí ani x ≤ y, ani y ≤ x, jsou neporovnatelné. Dá se dokázat, že nadreálná čísla jsou mezi sebou porovnatelná vždy.
Nadreálné číslo je taková hra (xL, xP), kde {\displaystyle (\forall l\in x^{L})(\forall p\in x^{P})(p\nleq l)} a kde jsou všechny prvky levé i pravé množiny dříve definovanými nadreálnými čísly. Tuto definici můžeme chápat tak, že nadreálné číslo určujeme nějakými čísly, která jsou menší a která jsou větší. Nemůžeme si je vybírat úplně libovolně, to viz dál, protože univerzum konstruujeme v krocích, ale musí platit, že v levé množině musí být čísla ostře menší, než v té pravé, jinak by pro sebe definované číslo nemělo „místo“.
O dvou nadreálných číslech x, y povíme, že se rovnají, pokud platí x ≤ y a zároveň y ≤ x, psát v takovém případě budeme x = y. Je zřejmé, že takto definovaná relace rovnosti je ekvivalence.

### Konstrukce množiny nadreálných čísel
Základním obratem při definování a dokazování vlastností nadreálných čísel je (transfinitní) matematická indukce: nová čísla vytváříme z čísel definovaných dříve. Pro začátek máme prázdnou množinu {\displaystyle \emptyset }, ze které vytvoříme uspořádanou dvojici {\displaystyle (\emptyset |\emptyset )}: toto číslo budeme označovat jako nulu, 0.
Nula je jistě hra, protože je to dvojice množin her, byť prázdných. Nula je také nadreálné číslo, protože neexistují žádné dva prvky, na kterých by mohla výše uvedená podmínka na nerovnost selhat.
V další generaci můžeme vytvořit tři nová čísla: {\displaystyle (0|\emptyset )}, {\displaystyle (\emptyset |0)} a {\displaystyle (0|0)}. První dvě jsou jistě také čísla, poslední číslo není, jelikož by muselo platit, že {\displaystyle 0\nleq 0}, což pravda není. Protože platí {\displaystyle 0\leq (0|\emptyset )}, nazveme toto číslo 1, protože platí {\displaystyle (\emptyset |0)\leq 0}, nazveme jej -1.

### Operace
Nadreálné číslo inverzní vzhledem ke sčítání, neboli číslo záporné, definujeme pro {\displaystyle x=(x^{L}|x^{P})} jako {\displaystyle -x=(-x^{P}|-x^{L})}.
Sčítání nadreálných čísel je definováno takto:
{\displaystyle x+y=(x^{L}+y,x+y^{L}|x^{P}+y,x+y^{P})}
Snadno se dokáže, že 0+x=x, x+y=y+x a podobná základní pravidla, která by se od sčítání dala čekat, platí. Proč je definice zrovna taková? Vychází z přirozeného požadavku na součet dvou sčítanců: měl by být větší, než je součet levého sčítance s libovolným číslem menším, než je pravý sčítanec, stejně tak by měl být větší, než je součet pravého sčítance s libovolným číslem menším, než je levý sčítanec. A podobně symetricky by měl být menší, než…
Násobení nadreálných čísel budiž definováno takto:
{\displaystyle x\cdot y=(x^{L}\cdot y+x\cdot y^{L}-x^{L}\cdot y^{L},x^{R}\cdot y+x\cdot y^{R}-x^{R}\cdot y^{R}|x^{L}\cdot y+x\cdot y^{R}-x^{L}\cdot y^{R},x^{R}\cdot y+x\cdot y^{L}-x^{R}\cdot y^{L})}
Podobně jako u sčítání lze indukcí snadno dokázat pravdivost základních tvrzení, jako je {\displaystyle x\cdot 1=x}, {\displaystyle x\cdot 0=0}, {\displaystyle x\cdot y=y\cdot x}, atp.
Ačkoliv definice násobení vypadá složitá, je opět důsledkem jednoduchého, přirozeného odvození, které vyjádříme matematickou notací:
{\displaystyle ((x^{L}-x)<0)\wedge ((y^{L}-y)<0)\Rightarrow (x^{L}-x)(y^{L}-y)<0\Rightarrow xy<x\cdot y^{L}+y\cdot x^{L}-x^{L}\cdot y^{L}}
Důsledkem těchto definic je fakt, že nadreálná čísla tvoří těleso. Podobně jako čísla reálná nejsou nadreálná čísla algebraicky uzavřená, ale postupem stejným jako u čísel reálných (tj. zavedením imaginární jednotky) lze takto tato čísla zúplnit.